# Wanda Paprocka
Wanda Paprocka z domu Drzażdżyńska (ur. 5 czerwca 1931 w Poznaniu, zm. 23 sierpnia 2020 w Warszawie) – polska etnolożka, badaczka zmian polskiej wsi i jej kultury w XIX i XX wieku, tradycji i kultury ludowej oraz stosunków międzyetnicznych.

## Życiorys
Przyszła na świat i pierwsze lata życia spędziła w Poznaniu, ale po wybuchu II wojny światowej przeniosła się z rodzicami do Warszawy. W czasie okupacji ukończyła szkołę powszechną. W 1950 skończyła liceum im. Narcyzy Żmichowskiej. W latach 1951–1955 studiowała etnografię na Uniwersytecie Warszawskim.
Od 1956 współpracowała z Instytutem Historii Kultury Materialnej PAN kolejno na stanowiskach: administracyjnym, asystenta, starszego asystenta, adiunkta, docenta, profesora nadzwyczajnego i profesora zwyczajnego. Prowadziła badania nad przemysłem domowym, chałupnictwem i rzemiosłem wiejskim oraz rozwojem wiejskich ośrodków handlowych, analizowała przemiany kultury ludowej pod wpływem industrializacji i transformacji systemowej, zajmowała się fenomenem tradycji, relacjami między kulturą ludową i narodową oraz wpływem tradycji ludowych na świadomość społeczną mieszkańców terenów wiejskich. Interesowały ją zmiany przekazu kulturowego na wsi, stosunek społeczności wiejskich do tradycji i dziedzictwa kulturowego, jak również historia myśli humanistycznej w Polsce. Zgłębiała historię wybranych miejscowości i rolę ośrodków miejskich w tworzeniu ponadlokalnych połączeń. Interesowało ją znaczenie sztuki ludowej i jej wpływ na rozwój myśli społecznej terenów wiejskich. Badała sytuację ludności białoruskiej w II Rzeczypospolitej, politykę mniejszościową państwa, szkolnictwo białoruskie na Kresach Wschodnich II RP, funkcjonowanie białoruskich organizacji społeczno-kulturalnych oraz organizacji polskich na Białorusi. Monografie jej autorstwa oparte były na wieloletnich i systematycznych badaniach terenowych m.in. Kurpi i Mazowsza oraz na źródłach archiwalnych. Publikowała w czasopismach i pracach zbiorowych w kraju i za granicą, pisała recenzje prac polskich i zagranicznych badaczy.
Należała do ekspedycji etnograficznej PAN, która w latach 1967–1970, współpracując z bułgarską Akademią Nauk, prowadziła badania w Bułgarii. Prowadziła badania w ramach Komisji Karpackiej. Na przełomie lat 60. i 70. XX wieku w Katedrze Etnografii UW prowadziła wykłady i ćwiczenia z etnografii Polski. Była członkinią redakcji trzyczęściowej monografii Kurpie. Puszcza Zielona (1962–1965) i dwutomowej Etnografii Polski. Przemiany kultury ludowej (1976–1981). Redagowała serię Biblioteka Etnografii Polskiej. Współpracowała z redakcją czasopisma „Demos”, była redaktorką „Etnografii Polskiej”.
Jej staraniem w 1992 zmieniono nazwę Instytutu Historii Kultury Materialnej PAN na Instytut Archeologii i Etnologii PAN. Kierowała placówką w latach 1974–1988. W instytucie była m.in. wiceprzewodniczącą Rady Naukowej. Włączała się w prace komisji (np. Planowania, Odbioru Prac Badawczych, Stypendialnej). Należała do Komitetu Nauk Etnograficznych (Etnologicznych) PAN i Rady Naukowej Mazowieckiego Ośrodka Badań Naukowych.
Była jedną z twórczyń powojennej polskiej etnografii/etnologii, jedną z pionierek tworzących interdyscyplinarny Instytut Kultury Materialnej PAN, w którym połączono trzy dziedziny humanistyki: etnologię, historię i archeologię Przysłużyła się idei współpracy między różnymi ośrodkami badawczymi w kraju i za granicą.
W 2002 przeszła na emeryturę. Nadal uczestniczyła w seminariach organizowanych w PAN i publikowała w „Etnografii Polskiej”. Jako emerytowana członkini Rady Naukowej IAE PAN brała udział w pracach m.in. doktorskich i habilitacyjnych komisji.
Została pochowana na Cmentarzu Powązkowskim (kw. 174-3-35,36) w Warszawie.

## Odznaczenia
- Odznaka „Za zasługi dla województwa ostrołęckiego” (1978)
- Złoty Krzyż Zasługi (1979)
- Odznaka „Zasłużony Działacz Kultury” (1981)[1].

## Publikacje (wybór)
- Współczesne przemiany wsi kurpiowskiej (Wrocław 1975)
- Kultura i tradycja ludowa w polskiej myśli humanistycznej XIX i XX wieku (Wrocław 1986)[1] – za tę książkę (jak również za dorobek naukowy w dziedzinie badań kultury i sztuki ludowej) otrzymała Nagrodę II stopnia w III edycji Konkursu im. Zygmunta Glogera (1997)[3]
- Myszyniec. Studium z dziejów miasta (Warszawa 1993)
- W kręgu tradycji i sztuki ludowej (Warszawa 1985, z Mirosławą Drozd-Piasecką)[1].